# Amboise

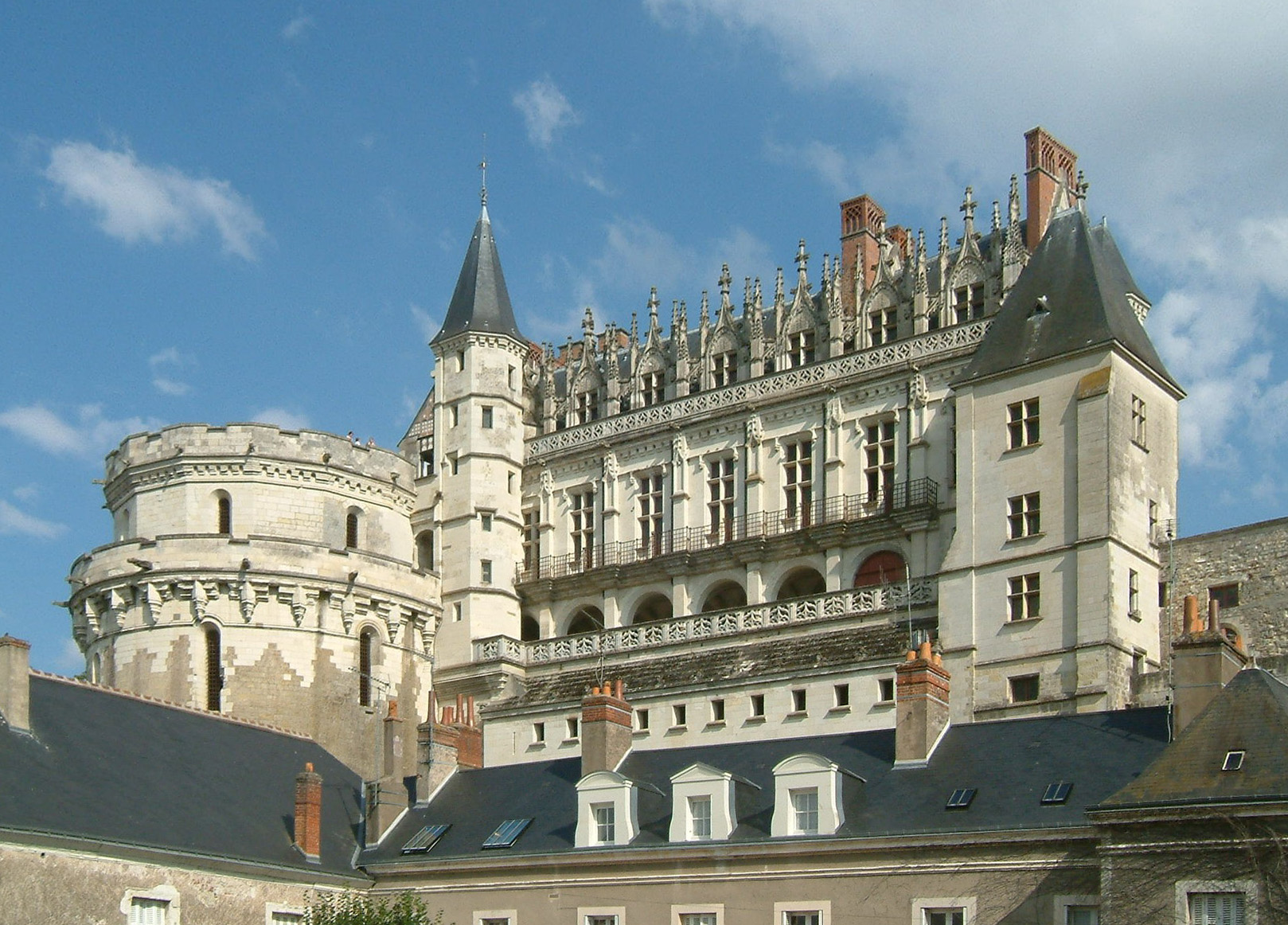
Zamek w Amboise

Amboise (wymowaⓘ, ɑ̃bwazə) – miasto i gmina we Francji, w Regionie Centralnym-Dolinie Loary, w departamencie Indre i Loara. Miasto jest położone w dolinie Loary, słynie z zamku, rezydencji królewskiej, oraz pamiątek po Leonardzie da Vinci. 

## Historia

### Rezydencja królewska
Zamek w Amboise pełnił funkcję rezydencji królewskiej, kiedy w czasie wojny stuletniej władcy opuścili swoją dotychczasową siedzibę i przenieśli się wraz z dworem do Amboise. Jednak mnogość rezydencji pozostających w gestii króla sprawiła, że z czasem zamek zaczął podupadać, tracąc swoją pozycję na rzecz innych rezydencji m.in. w Chambord i Fontainebleau. Doszło do tego, że zamek zaczął pełnić funkcję więzienia. A dzisiaj zamek to muzeum odwiedzane tłumnie przez turystów przebywających w mieście. 

### Leonardo da Vinci
Jednym z najznamienitszych mieszkańców miasta był Leonardo da Vinci. Od 1516 Leonardo zamieszkał w rezydencji darowanej mu przez króla Franciszka I. Mistrz przybył do miasta na zaproszenie króla. Spędził tutaj intensywnie 3 ostatnie lata swojego życia, pracując między innymi nad połączeniem rezydencji królewskich drogą wodną, uregulowaniem Loary. Zmarł 2 maja 1519 w swoim domu w wieku 67 lat, a szczątki jego pochowano w kościele kolegialnym na zamku. Obecnie w domu mieści się muzeum poświęcone wielkiemu artyście.

### Tumult w Amboise
W marcu 1560 miał tu miejsce tzw. Tumult w Amboise, nieudana próba zamachu stanu zorganizowana przez Ludwika de Condé. Celem spisku było przejęcie kontroli nad 16-letnim, chorym na gruźlicę królem Franciszkiem II i wyeliminowanie Gwizjuszy. Wykorzystano niezadowolenie rozpuszczonych żołnierzy, przeważnie szlachty protestanckiej, choć w spisku brali udział także katolicy. Gdy dwór królewski dowiedział się o spisku zmienił miejsce pobytu z Blois na zamek w Amboise, który był łatwiejszy do obrony. 17 marca 1560 roku z inspiracji Franciszka de Guise aresztowano spiskowców przybywających grupkami do Amboise pod dowództwem Jean de Barry, pana de La Renaudie, hugenoty. Spiskowcy zostali powieszeni na wielkim balkonie zamku lub jego blankach, wrzuceni do Loary w workach, zdekapitowani lub poćwiartowani. Tumult w Amboise zapowiadał wojny religijne we Francji.

### Edykt z Amboise
W 1563 w Amboise zawarto pokój i wydano edykt tolerancyjny, który dał Francji cztery lata wytchnienia w trakcie wojen religijnych.

## Demografia
Według danych na rok 2008 miasto liczyło 12 757 mieszkańców, a gęstość zaludnienia wynosiła 313 osób/km².

## Współpraca
- Boppard, Niemcy
- Fana, Mali
- Suwa, Japonia
- Vinci, Włochy
- Băleni, Rumunia